# Crandall Peak
Il Crandall Peak (in lingua inglese: Picco Crandall) è un picco antartico prevalentemente coperto di neve, alto 1840 m, situato a metà della parete occidentale del Ghiacciaio Pitkevitch, nei Monti dell'Ammiragliato, in Antartide.

## Storia
Il picco roccioso è stato mappato dall' United States Geological Survey (USGS) sulla base di rilevazioni e foto aeree scattate dalla U.S. Navy nel periodo 1960-63.
La denominazione è stata assegnata dall' Advisory Committee on Antarctic Names (US-ACAN) in onore di Eugene D. Crandall, luogotenente della U.S. Navy Reserve, comandante di aerei Lockheed LC-130 della squadriglia VX-6 durante l'Operazione Deep Freeze del 1968.